# زيت السيليكون
زیت السلیکون هو أي سائل یدخل في ترکیبته‌ عنصر سيلوكسين مع سلاسل عضوية. وأهم عنصر فيه هو ثنائي ميثيل بولي سيلوكسان (بالإنجليزية: Polydimethylsiloxane)‏، هذه البوليمرات هامة في الصناعات بسبب ثباتها الحراري العالي وصفة التزليق فيها. ویدخل في صناعة المکثفات الصبغیة، یقوم بدور حامل المواد الصبغیة في المکثفات.

## التركيب
مثل كل سيلوكسانات، يتكون البولمير بشكل أساسي من ذرات سليكون و أوكسجين متناوبة (...Si−O−Si−O−Si...).يمكن أن تتصل العديد من المجموعات إلى سليكون رباعي، لكن العنصر المسيطر هو الميثيل أو في بعض الحالات الفينيل .

## الاستعمالات
يستخدم زيت السليكون بشكل رئيسي كمزلق ، زيت مائع حراري أو سائل هيدروليكي. وهي عوازل كهربائية ممتازة وهي على عكس نظيرها الكربوني فهي غير قابلة للاشتعال.

### استخدامات طبية
عادة ماتحتوي المنتجات التجارية لمعالجة إطلاق الريح على زيت السليكون. واستخدم أيضا كبديل في الجسم الزجاجي لمعالجة حالات مختلفة من انفصال الشبكية ، المترافقة مع فيتريوريتينوباثي التكاثري (بالإنجليزية: proliferative vitreoretinopathy)‏، بكاء الشبكية الكبير، وأذى عيني حاد.

### استخداماته في السيارات
يستخدم زيت السليكون بشكل مائع في السيارات لتبريد أجزاء مروحة جهاز تعشيق التروس. قبل أن تتحول الصناعة إلى التبريد بالمراوح الكهربائية.